# Pelican Bay (Flórida)
Pelican Bay é uma Região censo-designada localizada no estado americano de Flórida, no Condado de Collier.

## Demografia
Segundo o censo americano de 2000, a sua população era de 5686 habitantes.

## Geografia
De acordo com o United States Census Bureau tem uma área de
8,9 km², dos quais 8,4 km² cobertos por terra e 0,5 km² cobertos por água.

## Localidades na vizinhança
O diagrama seguinte representa as localidades num raio de 16 km ao redor de Pelican Bay.